# Список премьер-министров Экваториальной Гвинеи
Премье́р-мини́стр Экваториа́льной Гвине́и (исп. Primer ministro de Guinea Ecuatorial, фр. Premier ministre de Guinée équatoriale, порт. Primeiro Ministro da Guiné Equatorial) является главой правительства Республики Экваториальная Гвинея.
Премьер-министра Экваториальной Гвинеи назначает и отрешает от должности президент республики. Все премьер-министры принадлежали к президентской Демократической партии Экваториальной Гвинеи (до её создания 11 октября 1987 года премьер-министр Кристино Серике Бьоко был формально независим).
В условиях фактической диктатуры президента Теодоро Обианга Нгемы Мбасого пост премьер-министра имеет административный характер, в основном координируя действия различных министерств по реализации решений президента.

## Экваториальная Гвинея (автономная провинция, 1964—1968)
После проведения в Испанской Гвинее 15 декабря 1963 года референдума об автономии 1 января 1964 года провинции был предоставлен автономный статус (под названием Экваториальная Гвинея). 11 января 1964 года были проведены провинциальные выборы, результатом которых стало формирование Генеральной ассамблеи Экваториальной Гвинеи. 27 мая 1964 года Ассамблеей был создан Совет автономного правительства Экваториальной Гвинеи (исп. Consejo de Gobierno Autónomo de Guinea Ecuatorial), председателем которого (исп. Presidente del Consejo de Gobierno Autónomo de Guinea Ecuatorial) стал лидер франкистского Движения национального союза Экваториальной Гвинеи Бонифасио Ондо Эду.
После провозглашения независимости Экваториальной Гвинеи 12 октября 1968 года работа этого правительства была прекращена.
|   | Портрет | Имя                                                                  | Начало полномочий | Окончание полномочий | Партия                                             | Президент |
| - | ------- | -------------------------------------------------------------------- | ----------------- | -------------------- | -------------------------------------------------- | --------- |
| 1 |         | Бонифасио Ондо Эду-Абуонг (1922—1969) исп. Bonifacio Ondó Edú-Aguong | 27 мая 1964       | 12 октября 1968      | Движение национального союза Экваториальной Гвинеи | 1964      |

## Республика Экваториальная Гвинея
Пост премьер-министра Экваториальной Гвинеи был установлен конституцией, одобренной на референдуме 15 августа 1982 года, прекратившей период управления страной Высшим военным советом, и был сохранён в конституции, одобренной на референдуме 16 ноября 1991 года, установившей многопартийную систему.
|    | Портрет                                      | Имя                                                                                  | Начало полномочий | Окончание полномочий | Партия      | Президент |
| -- | -------------------------------------------- | ------------------------------------------------------------------------------------ | ----------------- | -------------------- | ----------- | --------- |
| 2  |                                              | Кристино Серике Малабо Бьоко (1940—2024) исп. Cristino Seriche Malabo Bioko          | 12 октября 1982   | 23 января 1992       | независимый | 1983 1988 |
|    | Демократическая партия Экваториальной Гвинеи | Кристино Серике Малабо Бьоко (1940—2024) исп. Cristino Seriche Malabo Bioko          | 12 октября 1982   | 23 января 1992       |             | 1983 1988 |
| 3  |                                              | Сильвестр Сиале Билека (1942—) исп. Silvestre Siale Bileka                           | 23 января 1992    | 1 апреля 1996        | 1993        |           |
| 4  |                                              | Анхель Серафин Сериче Дуган (1946—) исп. Ángel Serafín Seriche Dougan                | 1 апреля 1996     | 4 марта 2001         | 1999        |           |
| 5  |                                              | Кандидо Муатетема Ривас (1960—2014) исп. Cándido Muatetema Rivas                     | 4 марта 2001      | 15 апреля 2004       |             |           |
| 6  |                                              | Мигель Абиа Битео Борико (1961—2012) исп. Miguel Abia Biteo Boricó                   | 15 апреля 2004    | 16 августа 2006      | 2004        |           |
| 7  |                                              | Рикардо Манге Обама Нфубеа (1961—) исп. Ricardo Mangue Obama Nfubea                  | 16 августа 2006   | 14 июля 2008         |             |           |
| 8  |                                              | Игнасио Милам Танг (1940—) исп. Ignacio Milam Tang                                   | 14 июля 2008      | 28 мая 2012          | 2008        |           |
| 9  |                                              | Висенте Эате Томи (1968—) исп. Vicente Ehate Tomi                                    | 28 мая 2012       | 23 июня 2016         | 2013        |           |
| 10 |                                              | Франсиско Паскуаль Эйеге Обама Асуэ (1949—) исп. Francisco Pascual Eyegue Obama Asue | 23 июня 2016      | 1 февраля 2023       | 2017        |           |
| 11 |                                              | Мануэла Рока Ботей (1973—) исп. Manuela Roka Botey                                   | 1 февраля 2023    | 17 августа 2024      | 2022        |           |
| 12 |                                              | Мануэль Оса Нсуэ Нсуа (1976—) исп. Manuel Osa Nsue Nsua                              | 17 августа 2024   | действующий          | 2022        |           |